# اندیس کوه زنگو
کوه زنگو یک اندیس غیرفلزی است که در حوالی شهر باغین استان کرمان قرار دارد و مادهٔ معدنی موجود در آن، فسفات است.  